# Студио Бабелсберг
Студио Бабелсберг в квартал Бабелсберг, град Потсдам (Германия), е най-старото филмово студио в света, най-голямото в Германия и едно от най-големите в Европа.
От 1912 г. насам много известни режисьори продуцират значими филми недалеч от вилната зона на квартал Бабелсберг, в и около Потсдам и Берлин, сред които са: Метрополис и Синият ангел. Най-известните продукции включват V като Вендета, Операция Валкирия, Писател в сянка, Облакът Атлас, Пазители на наследството, Островът на кучетата, Вавилон Берлин и Матрицата: Възкресения, както и спечелилите Оскар филми Пианистът, Фалшификатори (2007 г.), Ултиматумът на Борн, Четецът, Гадни копилета, Гранд хотел „Будапеща“ и Мостът на шпионите.

## История

### Години на основаване
Първата сграда построена на терена на днешния „Медиен град Бабелсберг“, обхващащ около 460 000 кв. м. площ, е Стъкленото ателие, създадено от филмовата продуцентска компания Deutsche Bioskop, основана от Юлиус Грюнбаум през 1899 г. Компанията Deutsche Bioskop възложила на Гидо Зеебер да потърси подходящ парцел в берлинска околия с цел разширяване на ателието си. След издаването на разрешението за строеж през 1911 г., строителните работи на стъклена къща на ул. Щансдорфер щрасе (на немски: Stahnsdorfer Straße) в село Новавес (днес част от квартал Бабелсберг в град Потсдам) започват през зимата на 1911/12 г. под техническия надзор на Гидо Зеебер. В тази сграда на 12.02.1912 г. започват снимките за нямия филм на режисьора Урбан Гад – „Танц на смъртта“ с участието на актрисата Аста Нилсен. По-късно компанията Deutsche Bioskopсе се слива с фирмата Decla (немския клон на френската филмова група Eclair), за да образуват общо дружество „Decla Bioscop“, което от своя страна през 1921 г. е закупено от продуцентската компания УФА, която оперира и до днес.
Неизвестният тогава асистент-режисьор Алфред Хичкок прави първия си филм през 1924/25 г. в Студио Бабелсберг. Години по-късно той обобщава: „Всичко, което трябваше да знам за създаването на филми, научих в Бабелсберг“.
През 1926 г. за научнофантастичния филм на Фриц Ланг „Метрополис“ е построено най-голямото студио в Европа, с размери 5400 квадратни метра и 14 метра височина; става въпрос за действащото и до днес хале „Марлене Дитрих“. 
Фриц Ланг измисля обратното броене за втория си научнофантастичен филм „Жена на Луната“ в Бабелсберг през 1929 г., докато Йозеф фон Щернберг снима тук успешния филм „Синият ангел“ с Марлене Дитрих.
Били Уайлдър пише различни чернови на сценарии в Бабелсберг, включително сценария от 1929 г. за „Хора в неделя“ (режисьор: Роберт Сиодмак) и 1930 г. за филмовата адаптация на романа на Ерих Кестнер „Емил и детективът“ (режисьор: Герхард Лампрехт).
Времето през Ваймарската република може да се опише като часът на раждането на експресионистичното кино в Германия: прагматични начини на мислене в стила на новата обективност, консолидиране на филмовата индустрия чрез въвеждане на звукови филми и нарастващо политизиране на филма са на преден план.
През 1930-те и 1940-те години в Бабелсберг са заснети множество успешни ревюта.
Режисьори като Фридрих Мурнау (Последният човек), Фриц Ланг (Нибелунгите, Метрополис, М) и Георг Вилхелм Пабст (Безрадостната алея, Кутията на Пандора, Дон Кихот) са работили в Бабелсберг.

### Националсоциализъм
По време на националсоциалистическия период студиата произвеждат не само пропагандни филми на нацистите, като Евреинът Зюс, но и множество развлекателни филми – най-известните включват Жените са по-добри дипломати, Мюнхаузен и най-комерсиално успешният филм на нацисткия период – Голямата любов. На 01.04.1938 г. град Новавес е слят с община Нойбабелсберг, за да се създаде град Бабелсберг, който през 1939 г. от своя страна пък става квартал на Потсдам, като така новото име целенасочено заличава славянското име „Новавес“. От тогава насам студиото се намира на място, наречено Бабелсберг . Министърът на филма и пропагандата на Третия райх Йозеф Гьобелс – известен още като „Бабелсбергски коч“ поради близкото му жилище – е планирал разширяването на обекта.

### Следвоенен период иГДР
Основната филмово-политическа цел на западните окупационни сили след края на Втората световна война е да предотвратят бъдещо натрупване на власт в германската филмова индустрия, както и (преди всичко американците) да пласират техните собствени продукции на германския кинопазар, а не да стимулират германската филмова индустрия да стъпи отново на крака, поради което реорганизацията на филмовата индустрия в Западна Германия протича много бавно. За разлика от това, в Източна Германия военната управа на Съветския съюз е заинтересована от бързо възобновяване на германската филмова индустрия под съветски надзор и привежда студията в Бабелсберг под егидата на държавното филмово дружество ДЕФА, което е основано на 17.05.1946 г. 
От 1946 до 1990 г. в потсдамския квартал Бабелсберг са заснети над 700 игрални филма, над 150 детски филма и от 1959 до 1990 г. над 600 филма за националната телевизия на Източна Германия. През 1974 г. Якоб Лъжецът е единствената филмова продукция в Източна Германия, номинирана за Оскар. „Коминг аут“ се счита за единствения кинофилм на ГДР посветен изцяло на хомосексуална тематика.

### Приватизация след обединението на Германия
На 01.07.1990 г. снимачната площадка е прехвърлена в ръцете на Доверителното учреждение, което има за цел да раздържави предприятията на ГДР. През 1992 г. то продава филмовото студио на френската компания Compagnie Générale des Eaux (днес Вивенди и Veolia Environnement) и така студиото се приватизира. То започва да действа под новото фирмено име „Студио Бабелсберг ООД“ (на немски: Studio Babelsberg GmbH) и милиони долари се инвестирани в разширяването на студиата и изграждането на т. нар. „медиен град“ – квартал, в който са концентрирани фирми и студиа свързани с кинопродукцията.
На 03.01.2022 г. Студио Бабелсберг обявява, че бива продадено на американската компания за недвижими имоти TPG Real Estate Partners (TREP). TREP спечелва мажоритарен дял в студиото чрез придобиване на дял от основния акционер Filmbetriebe Berlin Brandenburg GmbH на цена от 4,10 € за акция след публично предложение за изкупуване. Студио Бабелсберг обаче щяло да бъде запазено като собствена марка.
През 2004 г. Compagnie Générale des Eaux, която е неуспешна в бизнеса с филмовото студио, продава акциите си на новите собственици, Карл Вебкен и Кристоф Фисер, и тяхната холдингова компания „FBB – Filmbetriebe Berlin Brandenburg GmbH“. Те пускат филмовото студио на борсата през 2005 г. под името „Студио Бабелсберг АД“ (на немски: Studio Babelsberg AG). Акциите са снети от борсата на 30.06.2016 г. поради лоши икономически резултати.
През 2012 г. Студио Бабелсберг чества своята 100-годишнина. През септември 2021 г. Студио Бабелсберг се съгласява да бъде мажоритарно закупено от американската компания за недвижими имоти TPG Real Estate Partners (TREP), която е дъщерно дружество на инвестиционната компания <i>TPG Capital</i>.

### „Медиен град Бабелсберг“
Студио Бабелсберг днес е част от т. нар. „Медиен град Бабелсберг“, който представлява ареал с площ над 46 хектара, където работят около 2000 души от филмовата и медийната индустрия, и който включва освен Студио Бабелберг също така и Филмовия университет Бабелсберг „Конрад Волф“, студиата на обществения регионален канал „Телевизия  Берлин-Бранденбург (rbb)“, студиото на втория национален канал ZDF в бранденбургската столица, централата на Германския филмов оркестър Бабелсберг, Германският радио-телевизионен музей, Германският радио-телевизионен архив, Училището за електронни медии, продуцентската компания „УФА“, Институтът за медийни науки „Ерих Помер“, Радио Теди, Бабелсбергската филмова гимназия (bfg), Медийното училище Бабелсберг (msb), увеселителния парк „Филмов парк Бабелсберг“ и множество офис-сгради на филмови продуцентски компании, агенции и други над 150 по-малки фирми.
С финансиране от Федералното министерство на икономиката и енергетиката през юни 2017 г. в Медийния град Бабелсберг е създаден т. нар. Digital Hub Germany с целта да се създаде уникален по рода си дигитален център в областта на медийните технологии.  Така, централизирано от Потсдам, ще се насърчава дигиталните иновации в областта на филма, телевизията и новите медии. Днес центърът се нарича MediaTech Hub Potsdam. Според данни на градската администрация на Потсдам от юли 2020 г. седалищата на над 1000 фирми от сектора на информационните технологии се намират в бранденбургската столица. MediaTech Hub Potsdam / Медийният град Бабелсберг са мяство, където заинтерсовани могат да завързват контакти и да работят съвместно. Освен това тук биват разработвани и прилагани нови цифрови методи за усвояване на данни и производство на медии (напр. виртуална и обогатена реалност).
До средата на 2020-те години предстои изграждането на хотелен и конгресен център, нови офис-сгради, жилищни сгради, както и многоетажен паркинг за около 500 милиона евро.

### Продукция и разработка
По настоящем филмовото студио е едно от най-оборотните студия за кинофилми в Европа. Успешни продукции са например холивудски филми, които са осъществени в Студио Бабелсберг в Потсдам и Берлин, като например Превъзходството на Борн, Операция Валкирия, Гадни копилета или филмовата адаптация на Бернхард Шлинк на „Четецът“.
Ареалът на Студио Бабелсберг обхваща площ от над 173 000 m². Като цяло то се състои от 21 студия с обща вътрешна площ от над 25 000 m², което го прави едно от най-големите европейски филмово-студийни комплекси. Студиото покрива всички фази и области на филмово производство от А до Я на едно място; например, чрез дъщерното дружество Studio Babelsberg Motion Pictures се реализира целия производствен процес на филмова продукция.
Известните германски телевизионни продукции включват например няколко сезона на световноизвестните сериали Вавилон Берлин и Dark.
Освен кинопродукциите и телевизионните игрални филми, през 2015 г. в Потсдам, Берлин и околностите е сниман и американският телевизионен сериал Вътрешна сигурност. С целия си пети сезон Вътрешна сигурност бе първият американски сериал, сниман изцяло в Германия. През зимата на 2015/16 г. втори американски сериал, Berlin Station, беше заснет в помещенията на студиото и на автентични места в Потсдам и Берлин. Тук са снимани и други международни сериали като Counterpart и Foundation за Apple TV+.
През юни 2018 г. на ареала на Студио Бабелсберг е открито ново звукозаписно студио за 3D филмо-заснемане. Според студиото това е първото подобно студио на европейския континент. Обемното студио е с площ от 170 м² и е оборудвано с 32 камери. В помещението хората и предметите могат да бъдат сканирани триизмерно и реалистично в цял ръст. Основна технология за студиото е специално разработена от Института „Хайнрих Херц“ от дружеството „Фрауенхофер“. Компанията-оператор на звукозаписното студио „Volucap GmbH“ е основана от акционерите Арри, дружество „Фрауенхофер“, Interlake System GmbH, Студио Бабелсберг АД и продуцентската компания УФА ООД. Студио Бабелсберг държи 23.8 % от акциите. Освен 3D филмите, в бъдеще ще могат да се снимат и филми, в които зрителите ще могат с помощта на специална техника да решават сами от каква гледна точка искат да проследят събитията във филма.
След завършване на снимките на Матрицата: Възкресения през 2020 г., Студио Бабелсберг преименува най-голямата си студийна зала (снимачна площадка № 20) в „Rainbow Stage“ (снимачна площадка на дъгата) в чест на сестрите Уашовски, една от които е трансджендър.
През 2021 г. в Студио Бабелсберг е създадена най-голямата постоянна виртуална снимачна площадка в Европа за голямата европейска продукция на Netflix – „1899“.

## Подбор от кинофилми, произведени вБабелсберг
Годината на производство е посочена в скоби.
- Кабинетът на доктор Калигари (1920 г.)
- Уморената смърт (1921 г.)
- Нибелунгите (1924 г.)
- Последният човек (1924 г.)
- Метрополис (1927 г.)
- Жена на Луната (1929 г.)
- Синият ангел (1930 г.)
- Евреинът Зюс (1940 г.)
- Вечният евреин (1940 г.)
- Приказката без край III (1994 г.)
- Враг пред портата (2001 г.)
- Пианистът (2002 г.)
- Еквилибриум (2002 г.)
- Превъзходството на Борн (2004 г.)
- Около света за 80 дни (2004 г.)
- Аеон Флукс (2005 г.)
- V като Вендета (2005 г.)
- Спийд Рейсър (2007 г.)
- Операция Валкирия (2007 г.)
- Ултиматумът на Борн (2007 г.)
- Четецът (2008 г.)

- Гадни копелета (2008 г.)
- Нинджа убиец (2008 г.)
- Пандорум (2008/2009 г.)
- Писател в сянка (2009 г.)
- Хензел и Гретел: Ловци на вещици (2011 г.)
- Облакът Атлас (2012 г.)
- Гранд хотел „Будапеща“ (2013 г.)
- Крадецът на книги (2013 г.)
- Пазители на наследството (2014 г.)
- Игрите на глада: Сойка-присмехулка част 1+2 (2014 г.)

- Мостът на шпионите (2015 г.)
- Критична точка (2015 г.)
- Хитмен: Агент 47 (2015 г.)
- Първият отмъстител: Войната на героите (2016 г.)
- Островът на кучетата (2017 г.)
- Новите ангели на Чарли (2019 г.)
- Безпощадно (2021 г.)
- Френският бюлетин на Либърти, Канзас Ивнинг Сън (2021 г.)
- Матрицата: Възкресения (2021 г.)
- Uncharted: Извън картата (2022 г.)

### Подбор на телевизионни истриймингпродукции
- Лекс (1997–2002 г.) – телевизионен сериал
- Вътрешна сигурност (2015 г.) – американски телевизионен сериал, целия 5-ти сезон
- Вавилон Берлин – немски телевизионен сериал, 1-ви до 4-ти сезон (от 2016 г.)
- Dark (2018 г.) – немски сериал, оригинална продукция на Netflix, 2-ри и 3-ти сезон

## Уеб връзки
- Студио Бабелсберг АД – официална интернет-страница (на немски и английски език)